# Calycogonium grisebachii
Calycogonium grisebachii är en tvåhjärtbladig växtart som beskrevs av José Jéronimo Triana. Calycogonium grisebachii ingår i släktet Calycogonium och familjen Melastomataceae. Utöver nominatformen finns också underarten C. g. cristalense.